# Adrolampis remota
Adrolampis remota är en insektsart som beskrevs av Marius Descamps 1983. Adrolampis remota ingår i släktet Adrolampis och familjen Romaleidae. Inga underarter finns listade i Catalogue of Life.